# بخش بهاونگر
بخش باهونگار (به انگلیسی: Bhavnagar district) یک منطقهٔ مسکونی در هند است که در گجرات واقع شده‌است. بخش باهونگار ۱۰٬۰۳۴ کیلومتر مربع مساحت و ۲٬۸۸۰٬۳۶۵ نفر جمعیت دارد.